# ЦСК ВВС в сезоне 1998
В сезоне 1998 года «ЦСК ВВС» (Самара) четвёртый раз становятся Вице-Чемпионами России.
К титулу команду привел тренерский дуэт: Александра Соловьёва и Виталия Шашкова.
- ПРИШЛА: Олеся Терёшина[4] из «ДЮСШ» (Самара)

## Календарь
| Место | И  | В  | Н | П | М     | О  | Кубок России | Бомбардир          |
| ----- | -- | -- | - | - | ----- | -- | ------------ | ------------------ |
|       | 16 | 13 | 1 | 2 | 51-14 | 40 | 1/4 финала   | 10 Галина Комарова |

## Серебряные призёры России
| №  |              | Поз. | Имя                    | Год рождения |
| -- | ------------ | ---- | ---------------------- | ------------ |
| 1  | Флаг России  | Вр   | Светлана Петько        | 06.06.1970   |
| 2  | Флаг России  | Нап  | Юлия Матвеева          | 29.04.1975   |
| 3  | Флаг Украины | Защ  | Елена Головко          | 04.06.1975   |
| 4  | Флаг России  | ПЗ   | Марина Примак          | 21.02.1972   |
| 5  | Флаг России  | Защ  | Орынбасар Дауренбекова | 03.09.1968   |
| 6  | Флаг России  | Защ  | Наталья Филиппова      | 02.07.1975   |
| 7  | Флаг России  | ПЗ   | Сауле Джарболова       | 23.10.1973   |
| 8  | Флаг России  | Нап  | Ирина Григорьева       | 21.01.1972   |
| 9  | Флаг России  | Нап  | Александра Светлицкая  | 20.08.1971   |
| 10 | Флаг России  | ПЗ   | Татьяна Егорова        | 10.03.1970   |

| №  |              | Поз. | Имя                | Год рождения |
| -- | ------------ | ---- | ------------------ | ------------ |
| 11 | Флаг России  | Нап  | Лариса Савина      | 25.11.1970   |
| 12 | Флаг России  | ПЗ   | Лилия Васильева    | 13.03.1974   |
| 13 | Флаг России  | ПЗ   | Наталья Дорошева   | 01.06.1970   |
| 14 | Флаг России  | Защ  | Разия Нуркенова    | 04.05.1968   |
| 15 | Флаг Украины | ПЗ   | Наталья Сухорукова | 18.10.1975   |
| 16 | Флаг России  | Вр   | Мария Пигалева     | 19.02.1981   |
| 17 | Флаг России  | ПЗ   | Галина Комарова    | 12.08.1977   |
| 18 | Флаг России  | Защ  | Кулистан Боташова  | 30.07.1967   |
| 19 | Флаг России  | ПЗ   | Елена Кононова     | 17.08.1969   |
| 20 | Флаг России  | ПЗ   | Олеся Терёшина     | 04.04.1982   |